# Scottish Premiership 2020/21
Die Scottish Premiership war 2020/21 die achte Austragung als höchste schottische Fußball-Spielklasse der Herren unter diesem Namen. Die Liga wurde offiziell als Ladbrokes Scottish Premiership ausgetragen. Es war zudem die 124. Austragung der höchsten Fußball-Spielklasse innerhalb der 2013 gegründeten Scottish Professional Football League, in welcher der Schottische Meister ermittelt wurde. Die Spielzeit begann am 1. August 2020 und endete nach zwei Runden mit dem 38. Spieltag am 16. Mai 2021.
Nach der regulären Saison, die als 1. Runde bezeichnet wurde und in der alle Mannschaften jeweils dreimal gegeneinander antraten, begann die abschließende 2. Runde, die in zwei Gruppen der Meisterschafts- und Abstiegs-Play-offs unterteilt wurde. Der Elftplatzierte der Premiership trat danach in Relegationsspielen an, in der der Zweit-, Dritt- und Viertplatzierte der Scottish Championship teilnahmen. Der Tabellenletzte stieg direkt ab.
Als Aufsteiger aus der letztjährigen Championship nahm Dundee United an der Premiership teil. Titelverteidiger war Celtic Glasgow. Eine mögliche Aufstockung der Liga auf 14 Vereine und eine Änderung der Meisterschafts- und Abstiegs-Play-offs wurde auf Initiative von Ann Budge der Besitzerin des letztjährigen Absteigers Heart of Midlothian angestrengt. Dies blieb jedoch ohne Erfolg.
Aufgrund der COVID-19-Pandemie war seit dem 13. März 2020 kein Fußballspielbetrieb in Schottland. Die SFL, die entschieden hatte, die vorherige Saison bis zum 10. Juni auszusetzen, hob am 11. Juni die Sperre auf, damit die Vereine nach einem Treffen mit Sportminister Joe FitzPatrick das Training wieder aufnehmen konnten.
Die Glasgow Rangers wurden am 31. Spieltag vorzeitig zum Meister gekürt, nachdem sie mit 3:0 gegen den FC St. Mirren gewonnen hatten, während der letzte Verfolger Celtic nicht über ein 0:0-Unentschieden gegen Dundee United hinaus kam. Die Rangers gewannen damit zum insgesamt 55. Mal in der Vereinsgeschichte die Meisterschaft und die erste seit 2011. Als Meister qualifizierten sich die Rangers für die folgende Champions League Saison 2021/22. Vizemeister Celtic Glasgow ebenso. Hibernian Edinburgh und der FC Aberdeen qualifizierten sich für die neue Conference League. Der FC St. Johnstone als Pokalsieger für die Europa League. Hamilton Academical stieg direkt ab, der FC Kilmarnock nach verlorener Relegation gegen den FC Dundee.

## Vereine
| Verein              | Stadt      | Stadion                   | Kapazität |
| ------------------- | ---------- | ------------------------- | --------- |
| FC Aberdeen         | Aberdeen   | Pittodrie Stadium         | 20.866    |
| Celtic Glasgow      | Glasgow    | Celtic Park               | 60.411    |
| Dundee United       | Dundee     | Tannadice Park            | 14.233    |
| Glasgow Rangers     | Glasgow    | Ibrox Stadium             | 50.817    |
| Hamilton Academical | Hamilton   | Fountain of Youth Stadium | 06.018    |
| Hibernian Edinburgh | Edinburgh  | Easter Road               | 20.421    |
| FC Kilmarnock       | Kilmarnock | BBSP Stadium, Rugby Park  | 17.889    |
| FC Livingston       | Livingston | Almondvale Stadium        | 09.512    |
| FC Motherwell       | Motherwell | Fir Park                  | 13.677    |
| FC St. Johnstone    | Perth      | McDiarmid Park            | 10.696    |
| FC St. Mirren       | Paisley    | Simple Digital Arena      | 07.937    |
| Ross County         | Dingwall   | Global Energy Stadium     | 06.541    |

## 1. Runde

### Abschlusstabelle
| Pl. | Verein                   | Sp. | S  | U  | N  | Tore    | Diff. | Punkte |
| --- | ------------------------ | --- | -- | -- | -- | ------- | ----- | ------ |
| 1.  | Glasgow Rangers          | 33  | 28 | 5  | 0  | 078:100 | +68   | 89     |
| 2.  | Celtic Glasgow (M, P, L) | 33  | 20 | 9  | 4  | 066:240 | +42   | 69     |
| 3.  | Hibernian Edinburgh      | 33  | 16 | 8  | 9  | 044:310 | +13   | 56     |
| 4.  | FC Aberdeen              | 33  | 13 | 10 | 10 | 032:310 | +1    | 49     |
| 5.  | FC Livingston            | 33  | 12 | 8  | 13 | 040:410 | −1    | 44     |
| 6.  | FC St. Johnstone         | 33  | 10 | 10 | 13 | 034:400 | −6    | 40     |
| 7.  | FC St. Mirren            | 33  | 10 | 10 | 13 | 030:380 | −8    | 40     |
| 8.  | Dundee United (N)        | 33  | 9  | 12 | 12 | 029:430 | −14   | 39     |
| 9.  | FC Motherwell            | 33  | 9  | 8  | 16 | 032:510 | −19   | 35     |
| 10. | Ross County              | 33  | 8  | 5  | 20 | 026:590 | −33   | 29     |
| 11. | FC Kilmarnock            | 33  | 8  | 4  | 21 | 033:470 | −14   | 28     |
| 12. | Hamilton Academical      | 33  | 6  | 9  | 18 | 031:600 | −29   | 27     |

Platzierungskriterien: 1. Punkte – 2. Tordifferenz – 3. geschossene Tore

| 1. Runde 2020/21: |

| Zum Saisonende 2019/20 |                                          |
| (M)                    | Meister des Vorjahres                    |
| (P)                    | Pokalsieger des Vorjahres                |
| (L)                    | Ligapokalsieger des Vorjahres            |
| (N)                    | Aufsteiger aus der Scottish Championship |

## 2. Runde

### Meisterschafts-Play-offs

#### Abschlusstabelle
| Pl. | Verein                   | Sp. | S  | U  | N  | Tore    | Diff. | Punkte |
| --- | ------------------------ | --- | -- | -- | -- | ------- | ----- | ------ |
| 1.  | Glasgow Rangers          | 38  | 32 | 6  | 0  | 092:130 | +79   | 102    |
| 2.  | Celtic Glasgow (M, P, L) | 38  | 22 | 11 | 5  | 078:290 | +49   | 77     |
| 3.  | Hibernian Edinburgh      | 38  | 18 | 9  | 11 | 048:350 | +13   | 63     |
| 4.  | FC Aberdeen              | 38  | 15 | 11 | 12 | 036:380 | −2    | 56     |
| 5.  | FC St. Johnstone         | 38  | 11 | 12 | 15 | 036:460 | −10   | 45     |
| 6.  | FC Livingston            | 38  | 12 | 9  | 17 | 042:540 | −12   | 45     |

Platzierungskriterien: 1. Punkte – 2. Tordifferenz – 3. geschossene Tore

| 2. Runde |

| Zum Saisonende 2019/20 |                               |
| (M)                    | Meister des Vorjahres         |
| (P)                    | Pokalsieger des Vorjahres     |
| (L)                    | Ligapokalsieger des Vorjahres |

### Abstiegs-Play-offs

#### Abschlusstabelle
| Pl. | Verein              | Sp. | S  | U  | N  | Tore    | Diff. | Punkte |
| --- | ------------------- | --- | -- | -- | -- | ------- | ----- | ------ |
| 7.  | FC St. Mirren       | 38  | 11 | 12 | 15 | 037:450 | −8    | 45     |
| 8.  | FC Motherwell       | 38  | 12 | 9  | 17 | 039:550 | −16   | 45     |
| 9.  | Dundee United (N)   | 38  | 10 | 14 | 14 | 032:500 | −18   | 44     |
| 10. | Ross County         | 38  | 11 | 6  | 21 | 035:660 | −31   | 39     |
| 11. | FC Kilmarnock       | 38  | 10 | 6  | 22 | 043:540 | −11   | 36     |
| 12. | Hamilton Academical | 38  | 7  | 9  | 22 | 034:670 | −33   | 30     |

Platzierungskriterien: 1. Punkte – 2. Tordifferenz – 3. geschossene Tore

| 2. Runde |

| Zum Saisonende 2019/20 |                                             |
| (N)                    | Neuaufsteiger aus der Scottish Championship |

### Tabellenverlauf
Verlegte Partien werden entsprechend der ursprünglichen Terminierung dargestellt, damit an allen Spieltagen für jede Mannschaft die gleiche Anzahl an Spielen berücksichtigt wird.
|                     | 1  | 2  | 3  | 4  | 5  | 6  | 7  | 8  | 9  | 10 | 11 | 12 | 13 | 14 | 15 | 16 | 17 | 18 | 19 | 20 | 21 | 22 | 23 | 24 | 25 | 26 | 27 | 28 | 29 | 30 | 31 | 32 | 33 | 34 | 35 | 36 | 37 | 38 |
| ------------------- | -- | -- | -- | -- | -- | -- | -- | -- | -- | -- | -- | -- | -- | -- | -- | -- | -- | -- | -- | -- | -- | -- | -- | -- | -- | -- | -- | -- | -- | -- | -- | -- | -- | -- | -- | -- | -- | -- |
| Celtic Glasgow      | 1  | 4  | 3  | 2  | 2  | 2  | 1  | 1  | 1  | 1  | 2  | 2  | 2  | 2  | 2  | 2  | 2  | 2  | 2  | 2  | 2  | 2  | 2  | 2  | 2  | 2  | 2  | 2  | 2  | 2  | 2  | 2  | 2  | 2  | 2  | 2  | 2  | 2  |
| Glasgow Rangers     | 3  | 2  | 1  | 1  | 1  | 1  | 2  | 2  | 2  | 2  | 1  | 1  | 1  | 1  | 1  | 1  | 1  | 1  | 1  | 1  | 1  | 1  | 1  | 1  | 1  | 1  | 1  | 1  | 1  | 1  | 1  | 1  | 1  | 1  | 1  | 1  | 1  | 1  |
| FC Motherwell       | 9  | 10 | 9  | 10 | 10 | 12 | 12 | 8  | 9  | 7  | 6  | 5  | 5  | 5  | 6  | 6  | 7  | 8  | 8  | 8  | 8  | 9  | 9  | 10 | 10 | 9  | 7  | 9  | 9  | 8  | 8  | 9  | 9  | 9  | 9  | 7  | 7  | 8  |
| FC Aberdeen         | 9  | 6  | 5  | 6  | 4  | 4  | 4  | 4  | 3  | 3  | 3  | 4  | 4  | 3  | 3  | 4  | 4  | 3  | 4  | 3  | 3  | 3  | 3  | 4  | 4  | 3  | 4  | 4  | 4  | 4  | 4  | 4  | 4  | 4  | 4  | 4  | 4  | 4  |
|                     | 9  | 11 | 10 | 11 | 12 | 10 | 11 | 12 | 8  | 6  | 9  | 9  | 11 | 11 | 11 | 10 | 8  | 7  | 7  | 6  | 5  | 5  | 5  | 5  | 5  | 5  | 5  | 5  | 5  | 5  | 5  | 5  | 5  | 5  | 5  | 6  | 6  | 6  |
| Hibernian Edinburgh | 2  | 1  | 2  | 3  | 3  | 3  | 3  | 3  | 4  | 4  | 4  | 3  | 3  | 4  | 4  | 3  | 3  | 4  | 3  | 4  | 4  | 4  | 4  | 3  | 3  | 4  | 3  | 3  | 3  | 3  | 3  | 3  | 3  | 3  | 3  | 3  | 3  | 3  |
| JOH                 | 6  | 9  | 11 | 8  | 8  | 6  | 6  | 9  | 10 | 11 | 10 | 10 | 8  | 7  | 8  | 8  | 10 | 10 | 10 | 10 | 10 | 10 | 10 | 9  | 8  | 8  | 9  | 8  | 8  | 9  | 9  | 8  | 6  | 6  | 6  | 5  | 5  | 5  |
| KIL                 | 8  | 8  | 8  | 9  | 11 | 9  | 10 | 7  | 5  | 5  | 5  | 6  | 7  | 8  | 7  | 7  | 9  | 9  | 9  | 9  | 9  | 8  | 8  | 8  | 9  | 10 | 10 | 10 | 10 | 10 | 12 | 10 | 11 | 11 | 10 | 11 | 11 | 11 |
| FC St. Mirren       | 3  | 7  | 7  | 7  | 7  | 6  | 7  | 10 | 11 | 10 | 11 | 11 | 9  | 9  | 9  | 9  | 5  | 5  | 6  | 5  | 6  | 6  | 6  | 6  | 6  | 6  | 6  | 6  | 6  | 6  | 6  | 6  | 7  | 8  | 7  | 8  | 8  | 7  |
| ROS                 | 3  | 3  | 4  | 4  | 5  | 5  | 5  | 5  | 6  | 9  | 8  | 8  | 10 | 10 | 10 | 11 | 11 | 12 | 12 | 12 | 11 | 12 | 12 | 11 | 12 | 12 | 11 | 11 | 12 | 12 | 11 | 12 | 10 | 10 | 11 | 10 | 10 | 10 |
| Hamilton Academical | 12 | 12 | 12 | 12 | 9  | 11 | 9  | 11 | 12 | 12 | 12 | 12 | 12 | 12 | 12 | 12 | 12 | 11 | 11 | 11 | 12 | 11 | 11 | 12 | 11 | 11 | 12 | 12 | 11 | 11 | 10 | 11 | 12 | 12 | 12 | 12 | 12 | 12 |
| Dundee United       | 6  | 5  | 6  | 5  | 6  | 8  | 8  | 6  | 6  | 8  | 7  | 7  | 6  | 6  | 5  | 5  | 6  | 6  | 5  | 7  | 7  | 7  | 7  | 7  | 7  | 7  | 8  | 7  | 7  | 7  | 7  | 7  | 8  | 7  | 8  | 9  | 9  | 9  |

## Relegation
Teilnehmer an den Relegationsspielen um einen Platz für die folgende Saison 2021/22 waren der FC Dundee, Raith Rovers, und Dunfermline Athletic aus der diesjährigen Championship. Hinzu kam der Vorletzte aus der diesjährigen Premiership. Der Sieger jeder Runde wurde in zwei Spielen ermittelt, wobei in der ersten Runde die Mannschaften die sich am Saisonende der Championship auf den Plätzen 3 und 4 befanden aufeinander treffen. Danach spielte der Sieger dieses Spiels in der zweiten Runde gegen den zweiten aus der Championship. Die letzte Runde wurde zwischen dem Elftplatzierten aus der Premiership und dem Sieger der zweiten Runde ausgetragen. Der Sieger der dritten Runde erhielt einen Platz für die neue Saison in der Premiership.
Erste Runde
Die Spiele wurden am 4. und 8. Mai 2021 ausgetragen.
|                      | Gesamt |              | Hinspiel | Rückspiel |
| -------------------- | ------ | ------------ | -------- | --------- |
| Dunfermline Athletic | 0:2    | Raith Rovers | 0:0      | 0:2       |

Zweite Runde
Die Spiele wurden am 12. und 15. Mai 2021 ausgetragen.
|              | Gesamt |           | Hinspiel | Rückspiel |
| ------------ | ------ | --------- | -------- | --------- |
| Raith Rovers | 1:3    | FC Dundee | 0:3      | 1:0       |

Dritte Runde
Die Spiele werden am 20. und 24. Mai 2021 ausgetragen.
|           | Gesamt |               | Hinspiel | Rückspiel |
| --------- | ------ | ------------- | -------- | --------- |
| FC Dundee | 4:2    | FC Kilmarnock | 2:1      | 2:1       |

## Personal und Sponsoren
| Verein              | Logo | Trainer                | Kapitän          | Ausrüster | Hauptsponsor           |
| ------------------- | ---- | ---------------------- | ---------------- | --------- | ---------------------- |
| FC Aberdeen         |      | Stephen Glass          | Joe Lewis        | Adidas    | Saltire Energy         |
| Celtic Glasgow      |      | John Kennedy (interim) | Scott Brown      | Adidas    | Dafabet                |
| Dundee United       |      | Micky Mellon           | Mark Reynolds    | Macron    | Utilita                |
| Hamilton Academical |      | Brian Rice             | Brian Easton     | Adidas    | Cullen                 |
| Hibernian Edinburgh |      | Jack Ross              | David Gray       | Macron    | Thank You NHS          |
| FC Kilmarnock       |      | Tommy Wright           | Gary Dicker      | Hummel    | Brownings The Bakers   |
| FC Livingston       |      | David Martindale       | Marvin Bartley   | Nike      | Phoenix Drilling Ltd   |
| FC Motherwell       |      | Graham Alexander       | Declan Gallagher | Macron    | Paycare                |
| Glasgow Rangers     |      | Steven Gerrard         | James Tavernier  | Castore   | 32Red                  |
| Ross County         |      | John Hughes            | Iain Vigurs      | Macron    | Ross-shire Engineering |
| FC St. Johnstone    |      | Callum Davidson        | Jason Kerr       | Macron    | Binn Group             |
| FC St. Mirren       |      | Jim Goodwin            | Sam Foley        | Joma      | Skyview Capital        |

## Statistiken

### Torschützenliste

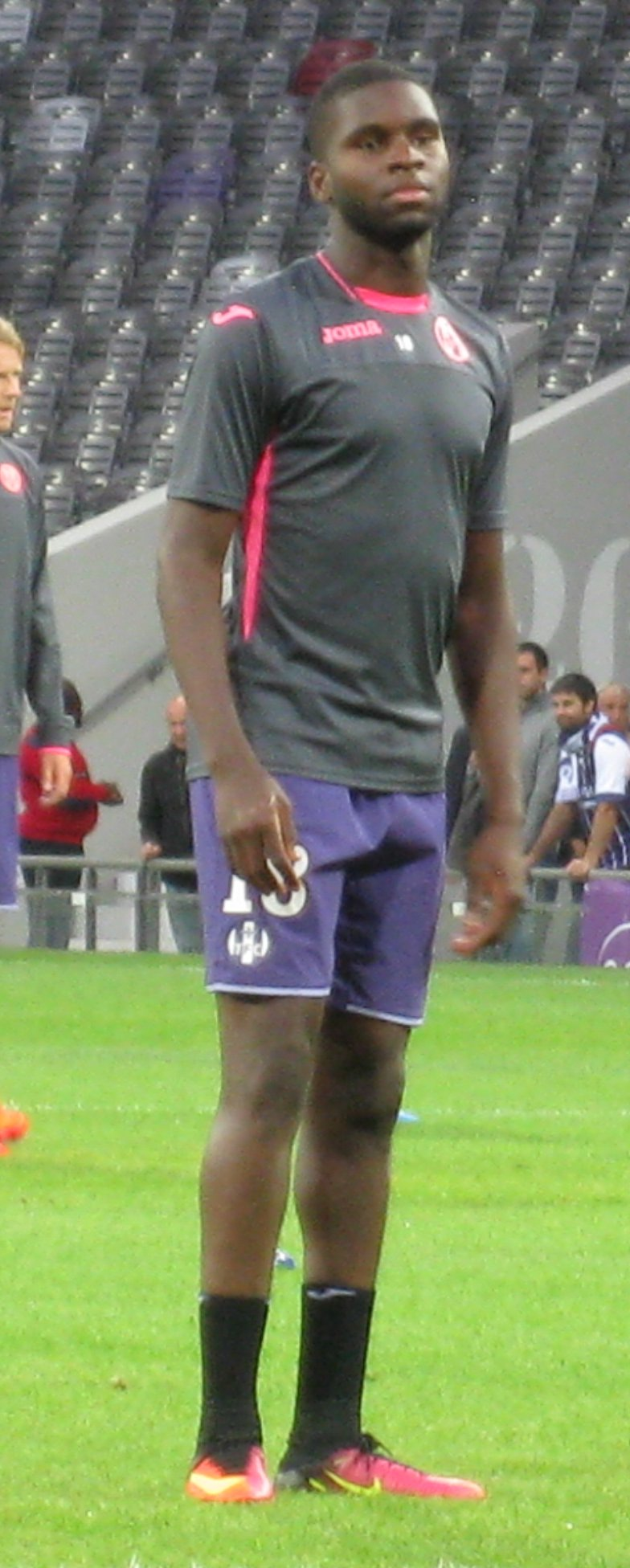
Odsonne Édouard wurde Torschützenkönig

Bei gleicher Anzahl von Toren sind die Spieler alphabetisch nach Nachnamen bzw. Künstlernamen sortiert.
| Pl.      | Nat.       | Name                | Logo | Mannschaft                     | Tore |
| -------- | ---------- | ------------------- | ---- | ------------------------------ | ---- |
| 1.       | Frankreich | Odsonne Édouard     |      | Celtic Glasgow                 | 18   |
| 2.       | Schottland | Kevin Nisbet        |      | Hibernian Edinburgh            | 14   |
| 2.       | England    | Kemar Roofe         |      | Glasgow Rangers                | 14   |
| 4.       | Australien | Martin Boyle        |      | Hibernian Edinburgh            | 12   |
| 4.       | Kolumbien  | Alfredo Morelos     |      | Glasgow Rangers                | 12   |
| 4.       | England    | James Tavernier     |      | Glasgow Rangers                | 12   |
| 7.       | England    | Devante Cole        |      | FC Motherwell                  | 11   |
| 8.       | Norwegen   | Mohamed Elyounoussi |      | Celtic Glasgow                 | 10   |
| 8.       | England    | Ryan Kent           |      | Glasgow Rangers                | 10   |
| 8.       | Irland     | Jamie McGrath       |      | FC St. Mirren                  | 10   |
| 11.      | Schottland | Chris Burke         |      | FC Kilmarnock                  | 9    |
| 11.      | Schottland | Ross Callachan      |      | Hamilton Academical            | 9    |
| 11.      | Schottland | Lewis Ferguson      |      | FC Aberdeen                    | 9    |
| 11.      | Schottland | David Turnbull      | /    | Celtic Glasgow / FC Motherwell | 9    |
| Endstand |            |                     |      |                                |      |

### Meiste Torvorlagen

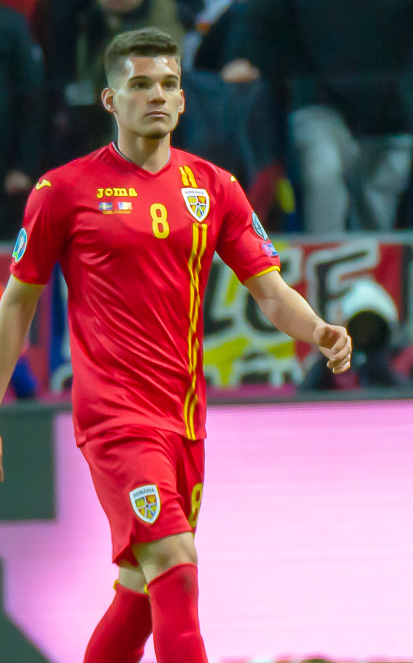
Ianis Hagi gab die meisten Torvorlagen

Bei gleicher Anzahl von Toren sind die Spieler alphabetisch nach Nachnamen bzw. Künstlernamen sortiert.
| Pl.      | Nat.       | Name            | Logo | Mannschaft                     | Vorlagen |
| -------- | ---------- | --------------- | ---- | ------------------------------ | -------- |
| 1.       | Rumänien   | Ianis Hagi      |      | Glasgow Rangers                | 11       |
| 2.       | Schottland | Ryan Christie   |      | Celtic Glasgow                 | 9        |
| 2.       | England    | Ryan Kent       |      | Glasgow Rangers                | 9        |
| 2.       | England    | James Tavernier |      | Glasgow Rangers                | 9        |
| 5.       | Schottland | Callum McGregor |      | Celtic Glasgow                 | 7        |
| 6.       | Kroatien   | Borna Barišić   |      | Glasgow Rangers                | 6        |
| 6.       | Australien | Martin Boyle    |      | Hibernian Edinburgh            | 6        |
| 6.       | Schottland | David Turnbull  | /    | Celtic Glasgow / FC Motherwell | 6        |
| 9.       | Kanada     | Scott Arfield   |      | Glasgow Rangers                | 5        |
| 9.       | England    | Devante Cole    |      | FC Motherwell                  | 5        |
| 9.       | Schottland | Greg Taylor     |      | Celtic Glasgow                 | 5        |
| 9.       | Schottland | Tony Watt       |      | FC Motherwell                  | 5        |
| 9.       | Schottland | Jordan White    | /    | Ross County / FC Motherwell    | 5        |
| Endstand |            |                 |      |                                |          |

### Torhüter ohne Gegentor

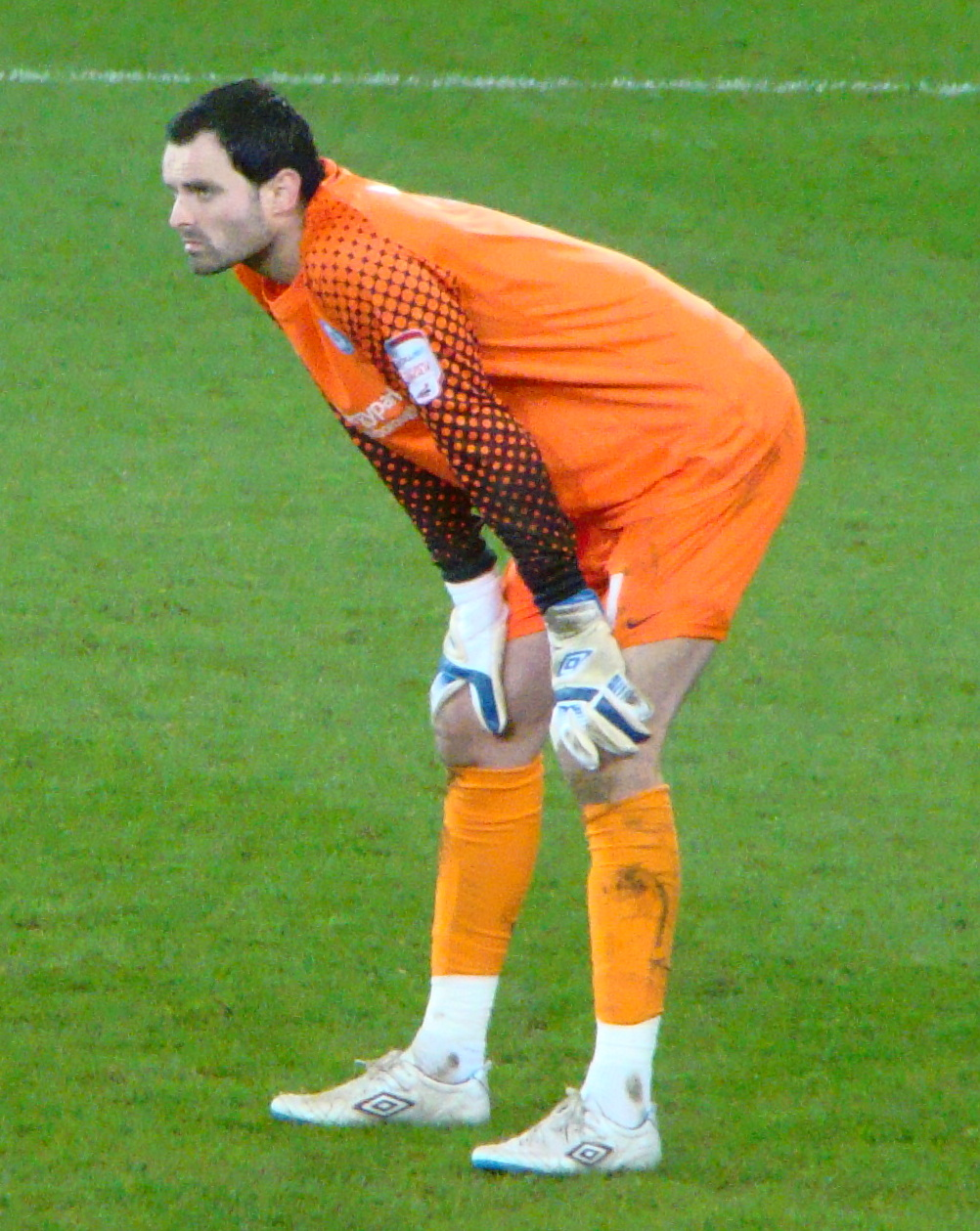
Joe Lewis hielt siebzehnmal die „Null“

| Pl.      | Nat.         | Name              | Logo | Mannschaft          | Spiele ohne Gegentor |
| -------- | ------------ | ----------------- | ---- | ------------------- | -------------------- |
| 1.       | England      | Joe Lewis         |      | FC Aberdeen         | 17                   |
| 1.       | Schottland   | Allan McGregor    |      | Glasgow Rangers     | 17                   |
| 3.       | Israel       | Ofir Marciano     |      | Hibernian Edinburgh | 12                   |
| 3.       | Schweiz      | Benjamin Siegrist |      | Dundee United       | 12                   |
| 5.       | England      | Jak Alnwick       |      | FC St. Mirren       | 10                   |
| 6.       | Schottland   | Jon McLaughlin    |      | Glasgow Rangers     | 9                    |
| 6.       | Polen        | Max Stryjek       |      | FC Livingston       | 9                    |
| 8.       | Griechenland | Vasilios Barkas   |      | Celtic Glasgow      | 8                    |
| 8.       | Schottland   | Zander Clark      |      | FC St. Johnstone    | 8                    |
| 10.      | Schottland   | Scott Bain        |      | Celtic Glasgow      | 7                    |
| Endstand |              |                   |      |                     |                      |

## Auszeichnungen während der Saison
| Monat          | Trainer des Monats                 | Spieler des Monats                |
| -------------- | ---------------------------------- | --------------------------------- |
| August 2020    | Steven Gerrard (Glasgow Rangers)   | Ryan Kent (Glasgow Rangers)       |
| September 2020 | Neil Lennon (Celtic Glasgow)       | James Tavernier (Glasgow Rangers) |
| Oktober 2020   | Steven Gerrard (Glasgow Rangers)   | Connor Goldson (Glasgow Rangers)  |
| November 2020  | Steven Gerrard (Glasgow Rangers)   | James Tavernier (Glasgow Rangers) |
| Dezember 2020  | David Martindale (FC Livingston)   | David Turnbull (Celtic Glasgow)   |
| Januar 2021    | David Martindale (FC Livingston)   | Scott Robinson (FC Livingston)    |
| Februar 2021   | Steven Gerrard (Glasgow Rangers)   | Odsonne Édouard (Celtic Glasgow)  |
| März 2021      | Callum Davidson (FC St. Johnstone) | Alfredo Morelos (Glasgow Rangers) |
| April 2021     | Graham Alexander (FC Motherwell)   | Kyle Lafferty (FC Kilmarnock)     |

## Trainerwechsel
| Verein | Verein         | Trainer                | Grund             | Datum             | Tabellenplatz | Nachfolger             |
| ------ | -------------- | ---------------------- | ----------------- | ----------------- | ------------- | ---------------------- |
|        | FC Livingston  | Gary Holt              | Rücktritt         | 26. November 2020 | 11            | David Martindale       |
|        | Ross County    | Stuart Kettlewell      | Entlassen         | 19. Dezember 2020 | 12            | John Hughes            |
|        | FC Motherwell  | Steve Robinson         | Rücktritt         | 31. Dezember 2020 | 10            | Graham Alexander       |
|        | FC Kilmarnock  | Alex Dyer              | Vertrag aufgelöst | 30. Januar 2021   | 9             | Tommy Wright           |
|        | Celtic Glasgow | Neil Lennon            | Rücktritt         | 24. Februar 2021  | 2             | John Kennedy (interim) |
|        | FC Aberdeen    | Derek McInnes          | Vertrag aufgelöst | 8. März 2021      | 4             | Paul Sheerin (interim) |
|        | FC Aberdeen    | Paul Sheerin (interim) | Neuverpflichtung  | 23. März 2021     | 4             | Stephen Glass          |

## Die Meistermannschaft der Glasgow Rangers
(Spieler mit mindestens einem Einsatz wurden berücksichtigt; in Klammern sind die Spiele und Tore angegeben)
| 1.              | Glasgow Rangers |
| Glasgow Rangers | - Tor: Allan McGregor (27/0), Jon McLaughlin (11/0) - Abwehr: Leon Balogun (19/0), Borna Barišić (33/1), Calvin Bassey (8/0), George Edmundson (1/0), Connor Goldson (38/4), Filip Helander (22/1), Leon King (1/0), Nathan Patterson (7/0), Jack Simpson (5/0), James Tavernier (33/12) - Mittelfeld: Scott Arfield (28/4), Joe Aribo (31/7), Brandon Barker (8/2), Steven Davis (35/0), Ianis Hagi (33/7), Ryan Jack (19/2), Jordan Jones (3/1), Glen Kamara (33/1), Ryan Kent (37/10), Bongani Zungu (14/0) - Sturm: Jermain Defoe (15/4), Cedric Itten (27/4), Alfredo Morelos (29/12), Kemar Roofe (24/14), Greg Stewart (5/0), Scott Wright (9/1) - Trainer: Steven Gerrard |